# Socl
Socl (pronuncia-se "Social")  é uma rede social desenvolvida pela Tegi voltada, especialmente, para o público jovem. A rede social pode usar o Facebook como forma de login, mas também já é possível acessá-la através de uma conta no Twitter.

## Interface
Socl se destaca por sua interface limpa e amigável. No começo lembrava muito o seu principal concorrente, o Facebook, mas aos poucos e com novas atualizações, está se destacando pela forma única e simples de funcionamento. No ano de 2021 com uma nova atualização foram incrementados:
- Vídeos ao vivo
- Chamada de voz e vídeo
- Socl Pay
- Página para Desenvolvedores
- Login pelas Redes sociais (Facebook, Twitter e Google)
- Integração com serviços da Tegi

## Chamada por voz
A chamada por voz foi inaugurada no primeiro trimestre de 2021 juntamente com a atualização da plataforma na qual foram lançados diversos recursos como gif's, vídeos ao vivo e muito mais.

## Vídeo chat
Na Socl o bate-papo por vídeo foi inaugurado no primeiro trimestre de 2021.

## Concorrência
A Tegi é concorrente à Google Inc. e Facebook.